# Sympycnus ornatipes
Sympycnus ornatipes är en tvåvingeart som beskrevs av Octave Parent 1933. Sympycnus ornatipes ingår i släktet Sympycnus och familjen styltflugor. Inga underarter finns listade i Catalogue of Life.